# 신의 인형
《신의 인형》(神様ドォルズ, KAMISAMA DOLLS)은 야마무라 하지메 원작의 일본의 만화이다. 소학관의 《월간 선데이 제넥스》 2007년 1월호부터 2013년 3월호까지 연재되었으며, 2011년 7월부터 애니메이션으로 방영되고 있다.

## 줄거리
카라카미 마을 출신으로 도쿄로 상경하여 대학생으로 있는 청년 쿠가 쿄헤이. 그에게는 과거 어린시절 '카카시'라는 존재에 의해 트라우마와 컴플렉스를 겪은 경험이 있어서 평범한 일상을 보내기 위해 대학입학을 목적으로 홀로 도쿄에 상경하였지만 그에게 있어 도쿄에서의 생활도 그리 순탄치는 못한 편. 그러던 중 대학 동기들과 모임을 갖게 되었을 때 같은 대학 여대생인 시바 히비노를 만나게 되어서 그녀에게 고백을 하려고 했었다가 마침 엘리베이터에서 처참하게 살해된 시신이 발견되고 여기에 고향을 도망쳐 쿄헤이에게로 온 '쿠가 아키' 의 등장으로 생활에 급변을 가져오게 되었고 여동생인 쿠가 우타오가 도쿄로 상경하게 되고 아키를 방어시키게 되면서 결국에는 히비노 부녀의 집에서 더부살이를 하게 되면서 그의 일상도 급변을 맞이하게 되는데....

## 등장인물
쿠가 쿄헤이
성우 - 오카모토 노부히코
본작의 남주인공이자 도쿄에 거주하는 대학생. 본래 카라카미 마을에서 카카시(案山子)를 조종했던 적이 있었으나 어느 사건을 겪게 된 후로 카카시 조종을 그만두고 고향을 떠나 도쿄에서 대학을 다니고 있고 상호 인적관계도 꽤 드물었던 편이었지만 여동생이자 세키(雙)인 쿠가 우타오가 도쿄에 상경하게 되고 같은 대학에 다니는 여대생 시바 히비노의 집에서 동거하게 되면서 성격에 변화를 받게 된다.
시바 히비노
성우 - 카야노 아이
본작의 여주인공이자 도쿄에 거주하는 여대생. 쿄헤이와 같은 카라카미 마을 출신이었으나 가문이 오래전부터 고향을 떠났던 영향 때문에 마을에 대한 신화(神話)에는 모르고 있었다가 쿄헤이와 우타오로부터 조금씩 알아가고 있다. 같은 대학에 다니는 쿄헤이가 쿠가 아키의 습격사건으로 인해 살 곳을 잃게 되면서 쿄헤이, 우타오와 함께 한 집에서 동거하고 있다.
쿠가 우타오
성우 - 후쿠엔 미사토
쿄헤이의 여동생이자 카카시를 조종하는 카라카미 마을 세키. 오빠인 쿄헤이에 이어 단신으로 도쿄에 상경하였으며 아키의 습격을 받게 되면서 쿄헤이와 함께 히비노의 집에서 동거하고 있다. 쿄헤이가 카카시 조종을 그만두게 되면서 그의 뒤를 이어 세키 칭호를 받아 카카시인 '쿠쿠리'를 조종하고 있다.
쿠가 아키
성우 - 키무라 료헤이
카라카미 마을에서 쿄헤이와 친구로 지냈던 청년으로 과거에 어느 사건 때 마을 사람들을 대량 학살한 죄목에 의해 수감되었다가 탈옥하여 쿄헤이를 쫓아 카카시 '쿠라미츠하'를 이끌고 도쿄에 상경하게 되었다.
카라하리 쿠우코
성우 - 사와시로 미유키
히비노의 친구로 있는 여대생으로 과학부에 속해있으며 일상적인 생활에 지겨움을 타는 성격으로 비일상적인 일이나 돌발적인 일을 바라고 있는 성격이다. 건물 화재 때 쿠쿠리에 의해 구해져서 일반인으로는 카카시의 존재를 눈치챈 듯 했으나 정작 자세히는 알지 못하고 있다. 아버지는 현직 경찰관.
휴가 코시로
성우 - 무라세 카츠키
카라카미 마을 휴가 가(家)에 속해있는 남자로 아키를 잡기위해 도쿄로 상경하였다. 항상 선글라스를 쓰고 있으며 휴가 가의 차기 당주로 손꼽히기도 하는 인물이자 애처가 성격의 기혼남이기도 하다. 적대가문인 쿠가 가(家)의 쿄헤이와 활발하고도 긴밀한 관계를 맺기도 하였으며 휴가 사헤이에게 심한 매질을 당한 키리오를 자신의 집으로 데려와 더부살이를 시켜주기도 하는 등 자상스러운 면도 있다.
키리오
성우 - 코바야시 유미코
우타오와 외모가 닮아보이는 소년이자 카카시 '타케미가즈치'를 조종하는 소년. 사실은 우타오의 쌍둥이 남동생이었지만 정작 자신은 우타오를 누나라고 인정하지는 않는다. 휴가 가문의 휴가 사헤이로부터 심한 매질을 당하고 비밀창고에 갇히는 아픈 기억을 갖고 있으며 등에 매질을 당했던 흉터자국이 있다. 이후로는 코시로 부부와 함께 동거하고 있다.
소마키 모야코
성우 - 타카가키 아야히
쿄헤이와 아키의 소꿉친구이자 학교 동창으로 카카시를 수리하는 역할을 해 오는 소마키 가문의 장녀이다. 가문의 중립성향에 따라 휴가나 쿠가 어느 쪽에 관계없이 양쪽의 카카시를 수리하는 역할을 하고 있지만 성격은 아저씨 취향에 무분별한 거친 말투로 상대방을 당황하게 만드는 구석이 있다. 한때 코시로, 키리오와 함께 도쿄로 상경하여 히비노 부녀가 운영하는 카페에 들리기도 하였다.
소마키 유라코
성우 - 야마구치 리에
소마키 가문의 차녀이자 모야코의 여동생. 우타오를 매우 좋아하는 성격으로 우타오만 보면 바로 껴안아주는 버릇이 있으며 이 때문에 쿠가 쪽을 지지하는 듯 하다.
키이
성우 - 오가타 메구미
코시로의 처(妻)로 남편인 코시로가 독립을 하는데 도움을 주었던 인물이며 부드러운 성격이지만 때로는 강단적인 면도 있다. 남편을 신뢰하는 성격으로 그가 데려온 키리오까지 반갑게 맞이하기도 하였다.
휴우가 마히루
성우 - 하나자와 카나
코시로의 사촌이자 카카시 '마가츠히'를 조종하고 있는 휴가 가문의 소녀로 쿄헤이를 쫓아 도쿄로 상경하였으며 자유분방에 방약무인한 성격을 가졌다. 쿄헤이를 좋아하는 성격으로 아키에 의해 쿄헤이에게 여자가 있다는 사실을 알게 되자 히비노를 인질로 납치하기도 하였다.
세노 치하야
성우 - 나베이 마키코
과거편에서 등장한 여성으로 쿄헤이와 아키의 어린시절 카라카미 마을의 학교에서 교사로 부임하였다. 쾌활하고 다정한 성격 때문에 마을 아이들에게 활기를 불어넣어주기도 하였지만 쿠가 가문의 사촌이자 아키의 이복 형인 쿠가 아츠시로부터 온갖 협박과 위협을 받게 되면서 이를 계기로 아키와 은밀한 관계를 맺기도 했다. 그러다가 아츠시 일당에 의해 납치되었다가 아츠시가 카카시를 통해 아키를 죽이려 하자 결국 그를 대신하여 카카시의 일격을 받아 사망하였다.
쿠가 아츠시
성우 - 미야케 켄타
과거편에서 등장한 인물이자 쿠가 가문의 사촌으로 쿄헤이와는 사촌 형제 지간이며 아키와는 이복(異腹) 형제 지간으로 아키 이전에 카카시 '쿠라미츠하'를 조종했던 세키이기도 하다. 마을을 실질적으로 지배하는 가문의 등을 업은 영향 때문에 패거리를 이끌고 행패를 부리는 성격이 있으며 외부인인 세노 치하야가 등장하자 그녀를 자신의 여자로 만들기 위해 일거리를 꾸미려다가 결국 치하야의 죽음에 분노한 아키에 의해 살해되었다.
쿠가 키요타카
성우 - 센다 미츠오
쿠가 가문의 현직 당주(堂主)이자 쿄헤이 남매의 할아버지. 오야시로 안에서는 '어르신'으로 불리고 있다.
휴가 사헤이
성우 - 시바타 히데카츠
휴가 가문의 현직 당주로 냉정하고 자존심이 강하며 키리오에게 온갖 학대를 가해왔던 인물로도 알려져 있다. 비밀병기인 '아마테라스'를 비밀리에 소유하고 있다.
아야메
성우 - 쿠와타니 나츠코
휴가 가문의 측근으로 사헤이를 보좌하고 있으며 미인이지만 감정의 변화가 없다. 원래는 빚 때문에 휴가 가문에 편입되었지만 지금은 휴가 가문에 충실한 역할을 하고 있다.
히라시로 타케시
성우 - 호리우치 켄유
카라카미 출신의 일본 국회의원으로 도쿄에서 의원직을 수행하고 있다. 일설로는 아키를 도주시킨 장본인으로도 알려져 있으며 카라카미 마을에서도 쿠가와 휴가 가문의 이외 가문에 속한 인물이었기 때문에 도쿄에 오게 되면서 마을에 대한 변화를 시키려는 구석을 갖고 있다. 이후 마히루가 히비노를 납치하게 되자 히비노를 구하러 온 쿠우코와 총격전을 벌이다가 총상을 입었고 결국 이로 인해 국회의원직에서도 제명처리되어 본직을 상실하였다.
시모야마
성우 - 츠보이 토모히로
히라시로의 비서로 쿄헤이와 모야코의 학교 동창. 그 역시 휴가와 쿠가 이외의 가문에서 자란 카라카미 출신이었으며 특권 지배층에 속해있는 쿠가와 휴가 가문에 대해 혐오감을 갖고 있어 쿄헤이도 싫어하고 있다. 도쿄로 상경한 마히루가 히비노를 납치하게 되면서 그녀를 감시하는 역할을 하다가 신경전을 벌이기도 하였다.

## 카카시(案山子)
쿠쿠리
우타오가 의지를 담아 조종하는 목제(木製) 기구로 원래는 쿄헤이가 조종을 했었으나 아키의 사건을 계기로 우타오에게로 인식되어 현재는 우타오가 조종하고 있다.
타케미가즈치
키리오가 의지를 담아 조종하는 목제 기구로 키리오가 쿄헤이 남매와 히비노 앞에 처음 등장했을 때 도쿄에 모습을 드러내었으며 우타오의 쿠쿠리와의 교전 때 손상되어 카라카미 마을로 옮겨져 수리를 받았던 적이 있다.
쿠라미츠하
아키가 의지를 담아 조종하는 목제 기구로 한때 쿠가 가문의 장남 아츠시가 소유하였으나 아키가 마을사람들을 학살하게 되면서 다시 아키에게로 인식이 되었다. 아츠시가 조종하였을 때 아키를 죽이려다가 오히려 세노 치하야를 실수로 살해하기도 하였다.
우와즈츠
코시로가 의지를 담아 조종하는 목제 기구.
마가츠히
마히루가 의지를 담아 조종하는 목제 기구로 한때 마히루가 히비노를 납치하는데 결정적인 역할을 하였으며 막판에는 마히루를 주인으로 인식하지 못하고 제멋대로 폭주하였다.
아마데라스
정체불명의 카카시로 휴가 가문의 비밀창고에 보관중이다.

## 단행본
일본에서는 소학관을 통해 발매되고 있다. 대한민국에서는 학산문화사가 번역·발매를 담당한다.
- 제1권 - ISBN 978-4-09-157097-0 (2007년 7월 19일 발매)

대한민국 - ISBN 978-89-258-2854-1 (2009년 6월 15일 발매)
- 제2권 - ISBN 978-4-09-157126-7 (2008년 3월 19일 발매)

대한민국 - ISBN 978-89-258-2856-5 (2009년 7월 15일 발매)
- 제3권 - ISBN 978-4-09-157149-6 (2008년 9월 19일 발매)

대한민국 - ISBN 978-89-258-3008-7 (2009년 9월 15일 발매)
- 제4권 - ISBN 978-4-09-157159-5 (2009년 1월 19일 발매)

대한민국 - ISBN 978-89-258-3009-4 (2010년 1월 15일 발매)
- 제5권 - ISBN 978-4-09-157183-0 (2009년 7월 17일 발매)

대한민국 - ISBN 978-89-258-3608-9 (2010년 3월 15일 발매)
- 제6권 - ISBN 978-4-09-157200-4 (2010년 2월 19일 발매)

대한민국 - ISBN 978-89-258-5686-5 (2010년 10월 25일 발매)
- 제7권 - ISBN 978-4-09-157226-4 (2010년 7월 17일 발매)
- 제8권 - ISBN 978-4-09-157256-1 (2011년 2월 18일 발매)

## 애니메이션
2011년 7월부터 TV 도쿄 등의 방송사를 통해 방영되고 있다. 대한민국에서는 애니플러스가 일본어 음성에 한국어 자막을 덧씌운 채로 방영하고 있다.

### 제작진
- 원작 - 야마무라 하지메
- 감독 - 키시 세이지
- 조감독 - 스가와라 세이키
- 시리즈 구성·각본 - 우에즈 마코토
- 캐릭터 디자인 - 모리타 카즈아키
- 소품 디자인 - 오가와 히로시
- 총 작화감독 - 모토하시 히데유키
- 미술감독 - 미야케 마사카즈, 미야코시 아유미
- 미술 디자인 - 팀 티르동
- 색채 설정 - 이토 사키코
- 촬영감독 - 오쿠마 요시아키
- 편집 - 타카하시 아유미
- 음향감독 - 키시 세이지, 타카데라 타케시
- 음악 - 니시다 마사라, 이시카와 치아키
- 애니메이션 제작 - 브레인즈 베이스
- 제작 - 가카시 보존 협회 (미디어 팩토리, 소학관, TV 도쿄, AT-X, Flying Dog, 소니 뮤직 커뮤니케이션즈)

### 주제가
오프닝 테마 〈불완전연소〉(不完全燃焼)
작사·작곡 - 이시카와 치아키 / 편곡 - 니시다 마사라
노래 - 이시카와 치아키
엔딩 테마 〈스위치가 켜지면〉(スイッチが入ったら)
작사·작곡 - 이시카와 치아키 / 편곡 - 니시다 마사라
노래 - 이시카와 치아키